# Francisco Mariano Nifo
Francisco Sebastián Manuel Mariano Nipho y Cagigal, más conocido como  Francisco Mariano Nifo, (1719–1803) fue un periodista español.

## Biografía
Francisco Mariano Nifo nació en Alcañiz, Aragón (España) el 10 de junio de 1719. Su padre era gobernador de Maella, y procedía de Nápoles, y su madre era pamplonica. Aunque nació en Alcañiz, residía desde niño en Madrid. Personalidad discutida e injustamente marginada durante décadas, se enfrentó a José Clavijo en la polémica sobre los autos sacramentales y a Juan Pablo Forner a raíz de la famosa Apología. Nifo fue sin duda un periodista por antonomasia, divulgador de las ideas de su época e introductor en España del impreso diario y político, al modo francés: creador de una nueva forma de comunicación y, como afirma Enciso, «del periodismo moderno». 
Fue un hombre consciente del papel de la prensa en la sociedad moderna. Esta convicción múltiple le llevó a fundar y subvencionar más de veinte periódicos de signo y presupuestos distintos. El primero de ellos, Diario noticioso, curioso-erudito y comercial, público y económico (1758), combinó información, erudición y publicidad intentando afianzar el periodismo diario. Estuvo en la base del luego famoso Diario de Madrid y desde 1759 se denominó simplemente Diario noticioso universal. Moralizador y utilitarista, es la primera muestra de un género que se desarrollaría plenamente a partir de 1789.
En 1760 fundó el Caxón de Sastre, que tras el Diario de los literatos y Mercurio Literario, enriquece el periodismo literario del siglo XVIII. Era semanal y casi una antología divulgadora de clásicos y modernos. Inició la venta por suscripción.
Estafeta de Londres (1762), sigue una línea política y se vale del recurso de las cartas escritas desde Inglaterra para informar de las prácticas y costumbres de aquel país a fin de reformar las propias. En el Diario extranjero (1763) se divulgaron noticias literarias europeas. Correo General de Europa (1763) fue semanal. Se trataba de un propósito ilustrado que se expresaría en cartas sobre agricultura, industria, comercio, educación, política y cultura.
El Correo General de España (1770) estuvo protegido por el Estado e intentaba combatir la pereza e ignorancia española ejemplificando en las actitudes europeas. El murmurador imparcial (1761) tuvo un carácter humorístico, como el posterior Bufón de la Corte (1767). Otra opción distinta representaría El Pensador cristiano (1763), que era fundamentalmente una traducción del jesuita Juan Buceo.
Nifo quizá fuera también el creador del famoso Correo de Madrid o de los ciegos (1786), cuya redacción corría casi totalmente a su cargo. 
Murió en Madrid, 10 de enero de 1803. 

## Su labor periodística
Nipho unió la idea de la modernidad con la tradición espiritual española. Fundó un número considerable de periódicos que dirigió bajo diferentes seudónimos: “Mariano de la Diga”, “Manuel Ruiz de Uribe”...
Nipho resaltó la faceta artística y la responsabilidad social de la profesión periodística, aunque le reportó muy pocos beneficios a nivel económico. Decía que el periodismo era “un oficio penoso y poco lucrativo”, pero afirma que la verdadera tarea del periodismo es “educar y moralizar”.
No sería hasta sus últimos años cuando empezaría a asentar su situación económica y profesional, ejerciendo de censor a finales del siglo XVIII.

### Concepción moderna del periodismo
Nipho creía que los libros quedaban fuera del alcance de las personas, así que era necesaria la difusión de los periódicos para la culturización de la sociedad. Sus periódicos, más que noticiosos fueron críticos y eruditos, pero siempre buscando cauces divulgadores, intentando conectar con lectores poco cultos.
Con un criterio castizo, tradicional y cristiano, pretendió transmitir los nuevos saberes de la minoría ilustrada al resto del país, a pesar de que el racionalismo de la época chocaba con sus ideas religiosas. En cualquier caso, su visión teocéntrica se mantuvo intacta. Nipho dejó varias ideas acerca de su forma de entender el periodismo:
- Debía de contener tres notas fundamentales: variedad, exactitud y celeridad.
- Tenía que reportar una inmediata utilidad, en este caso, el saneamiento de la economía española.
- El periodista debía de cumplir dos objetivos: educación (especialmente del sistema francés) y desarrollo de la ciencia.

### Época e influencias
Las circunstancias del siglo XVIII tuvieron gran influencia en Nipho. Era una época donde estaban triunfando las ideas ilustradas, base del liberalismo en el siguiente siglo. Los ilustrados tuvieron gran afán de reforma y fueron apoyados por la monarquía. Poseían un espíritu emprendedor. Sin embargo, los ilustrados no tuvieron en cuenta que sus medidas reformistas podían no coincidir con los auténticos deseos del país. Ciertos sectores tradicionalistas se opusieron y las transformaciones se desarrollaron con lentitud. Los problemas de la España del momento (pobreza, escasa movilidad social, sociedad estamentaria) hicieron que Carlos III, junto con políticos e intelectuales, decidiera llevar a cabo una serie de mejoras. Se intentó al mismo tiempo reducir el poder de la nobleza apoyándose en la burguesía. Por esto, las reformas no llegaron por la vía revolucionaria.
La Ilustración tenía una serie de postulados básicos: deísmo (reducir los principios religiosos a la razón), naturalismo (la naturaleza es lo único real) y la fe en la potencia de la razón humana. Estos principios generales no se pudieron aplicar en España, ya que en la misma primaba una educación bajo la doctrina católica.

### Labor periodística
La producción de Nipho es muy variada y numerosa, pero en toda ella refleja su concepción de periódico como medio de comunicación que llega a las masas, a diferencia del libro que según él no es asequible para un sector amplio de la población. Publicó, entre otras cosas:
- El Murmurador Imparcial. Nipho aplicó en el su sentido satírico junto a un propósito moralizante y una crítica literaria, social y de costumbres, basados en su preocupación por el progresivo proceso de descristianización de la sociedad.
- La Estafeta de Londres. Fue una obra periódica repartida en diferentes cartas en el que se explica el proceder de Inglaterra en diferentes costumbres, artes... Fue dirigido por Nipho bajo el nombre de “Mariano de la Giga”.
- El Correo General, Histórico, Literario y Económica de la Europa. Recoge memorias útiles sobre diferentes países. Salía semanalmente, y constituye una ampliación de La Estafeta de Londres, saliendo ya de Inglaterra para recorrer varios países europeos.
- El Bufón de la Corte. Un semanario satírico bajo el seudónimo de “Joseph de la Serna”. Su propósito fue reírse de aquello que mereciese la risa y ponerse serio ante los despropósitos. Por ello, aparece marcadamente la crítica social, irónica y amarga en un estilo muy variado.
- Diario de Madrid. Fue el primer diario que ha conocido España (1758). Utilizó el seudónimo de “Don Manuel Ruiz de Uribe”, colaborando con Juan Antonio Lozano. Pudieron emprender esta tarea gracias al privilegio obtenido por parte de Fernando VI.
- El correo de Madrid o el Correo de los Ciegos (1786).

### Una figura en perspectiva
La vida y obra de Nipho deja en evidencia su carácter inconstante, que se tradujo en el abandono de varias de sus publicaciones por uno u otro motivo. Sin embargo, merece elogio su espíritu innovador y su afán de superación, producto de su propia personalidad, amor al periodismo y la época que le tocó vivir. Podemos encontrar en sus escritos manifestaciones de un profundo espíritu crítico. Es pesimista debido a la descristianización y la desmoralización que atravesaba la sociedad española. Esta concepción pesimista es la que genera ese afán de arreglar y de mejorar. Demostró que el periodismo para él era un arte de una gran responsabilidad social, aunque encontraba en él pocas compensaciones como profesión retribuida.
Nipho provocó una evolución en el periodismo: prensa diaria, prensa política, prensa moralizadora y de costumbres, además de perfeccionarse los conocidos periódicos literario-eruditos. Junto a la prensa diaria, trae consigo el establecimiento de la suscripción y de la información comercial o publicidad. También la venta de periódicos en la vía pública del modo que hoy concebimos.

## El Diario Noticioso
Los dos primeros ejemplares se denominaron: Diario Noticioso, Curioso-Erudito y Comercial Público y Económico. Tuvo una larga vida, hasta 1918. Nipho creó en 1758 la primera publicación de carácter diario de la historia del periodismo español. Muchos periódicos anteriores tuvieron la denominación de "diario", debido a que informaban de los acontecimientos por un orden cronológico día a día. Diario Noticioso es junto con El Censor y El Pensador, los tres periódicos más importantes de la segunda mitad del siglo XVIII en España. En 1759 Nipho se desprende de su parte de esta empresa, y se la vende a su socio, Juan Antonio Lozano, que sigue publicando el periódico hasta su muerte en 1780. En el Diario Noticioso los anuncios se insertaban “de balde”. Nace la “Advertencia” en España, que concluye el "Plan" del periódico. Nipho lo explicaba así:

«Muchos sujetos me aconsejaron diera los avisos, que se determinan para el Diario de ocho a ocho días, o cuando más dos veces a la semana; pero no me he podido acomodar con esta idea, por una muy fuerte razón, y es que muchas veces hay en esta corte una persona que tiene precisión o encargo de comprar algunas cosas para sí, o para personas de su lugar: este sujeto está un día en la Corte y no toda la semana; con que para éste, si no sucede venir o estar en Madrid el mismo día de publicarse el Diario, los avisos que por él se comuniquen serán tardos o no oportunos. Por esta misma razón, el que desea vender algunas alhajas o muebles, puede perder en el forastero que decimos un buen comprador. Más, hoy tiene dinero quien mañana lo necesita; con que saliendo todos los días de trabajo útiles el Diario a todos sirven sus avisos».

Esta publicación llegó a tener hasta 1000 suscriptores abonados. En 1786, Jacques Thevin le cambió el nombre por Diario de Madrid. Cubría lo local, frente a lo nacional, que tenía cabida en los periódicos oficiales: la Gaceta de Madrid y el Mercurio.